# Pala des Verdins (Espui)
La Pala des Verdins és una pala del terme de la Torre de Cabdella, al Pallars Jussà, dins del seu terme primigeni.
Està situada al nord-oest del poble d'Espui, al vessant sud-oriental del Serrat d'Escobets, al costat nord de la capçalera de la vall del barranc des Verdins, al nord del Tossal de la Collada Gran.
La seva continuïtat cap al nord-est és la Costa d'Infern.